# خط أنابيب غاز إيران - باكستان

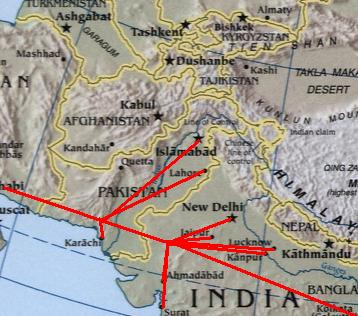

خطط أنابيب غاز إيران - باكستان المعروف بخط أنابيب السلام هو خط أنابيب قيد الإنشاء طوله 2,775 كم ينقل الغاز من إيران إلى باكستان.